# Деодору да Фонсека
Мануел Деодору да Фонсека  (порт. Manuel Deodoro da Fonseca) (5 серпня 1827 — 23 серпня 1892) — бразильський військовий та політичний діяч, маршал Бразилії, скинув імператора Педру II і став першим президентом республіки Бразилія. Займав цю посаду з 15 листопада 1889 по 23 листопада 1891 (одночасно з 25 лютого по 23 листопада 1891 був головою тимчасового уряду Бразилії).

## Життєпис
Народився в штаті Алагоас, у місті, яке сьогодні носить його ім'я — Марешал-Деодору.
Зробив військову кар'єру, придушивши Повстання Праєйра у Пернамбуку в 1848, яке було бразильською відповіддю на рік невдалих ліберальних революцій в Європі.
Також він брав участь у Війні Потрійного Альянсу (1864—1870), досягши чину капітана, пізніше (1884) — фельдмаршала, а потім маршала Бразилії. Його особиста хоробрість, військова компетентність і рішучість зробили його відомою національною фігурою.